# Juraphididae
Juraphididae  (лат.) — вымершее семейство равнокрылых насекомых, близкое к тлям. Обнаружено в юрских и меловых отложениях Центральной Азии (Казахстан, около 160 млн лет, Каратау, Чимкентская область, формация Карабастау, келловейский ярус; и Монголия).

## Описание
Мелкого размера равнокрылые насекомые, сходные с тлями. Тело толстое или вытянутое, длина 2—3 мм. Длина головы равна или в два раза больше своей ширины. Передний край головы выпуклый. Усики состоят из 7 или 8 сегментов, равных от одной трети до половины длины тела. Жилка M переднего крыла состоит из трёх или четырёх ветвей. Заднее крыло имеет две кубитальные жилки.
Семейство было впервые выделено в 2014 году польскими палеоэнтомологами Дагмарой Зиля (Dagmara Żyła; Department of Zoology, University of Silesia, Катовице, Польша), Петром Вегиереком (Piotr Wegierek), Владимиром Благодеровым (Vladimir Blagoderov; Department of Science Facilities, Natural History Museum, Лондон) при описании нового вида Juraphis karataviensis, вместе с видом Pterotella shartegensis Zyla et al. 2014. В новое семейство вошли роды Aphaorus, Juraphis и Pterotella, ранее включаемые в Genaphididae (Handlirsch 1907). Сестринские таксоны Juraphididae: Ellinaphididae, и Palaeoaphididae, от которых отличается более коротким и не утолщённым общим основанием кубитальных жилок CuA1 и CuA2 у основания главной жилки Sc+R+M. От семейств Rasnitsynaphididae, Szelegiewicziidaea и Shaposhnikoviidae отличается жилкованием крыльев и общим основанием жилок CuA1 и CuA2.
- Aphaorus Wegierek 1991 
  - Aphaorus curtipes Wegierek 1991  — меловой период, Монголия[3]
- Juraphis Shaposhnikov 1979 
  - Juraphis crassipes Shaposhnikov 1979  — юрский период, Казахстан
  - Juraphis karataviensis Zyla et al. 2014  — юрский период, Казахстан[2]
- Pterotella
  - Pterotella formosa Wegierek 1991 — меловой период, Монголия
  - Pterotella shartegensis Zyla et al. 2014 — меловой период, Монголия[2]